# Bromid vápenatý
Bromid vápenatý je vápenatá sůl kyseliny bromovodíkové, chemický vzorec má CaBr2. V tuhém stavu se jedná o bílé, silně hygroskopické krystalky. Je velmi dobře rozpustná ve vodě a o hodně lépe je rozpustný její hexahydrát. Dobře rozpustná je také v methanolu a poměrně málo i v acetonu.
Používá se v řezných kapalinách, léčivech, mrazicích směsích, potravinářských konzervantech, ve zpomalovačích hoření a v oblasti fotografie.
CaBr2 lze připravit například reakcí oxidu vápenatého s kyselinou bromovodíkovou nebo reakcí kovového vápníku s elementárním bromem.
Při silném zahřívání CaBr2 na vzduchu vzniká oxid vápenatý a brom:
2 CaBr2 + O2 → 2 CaO + 2 Br2
V této reakci dochází k oxidaci bromidu na brom.